# Municipio de Columbus (Illinois)
El municipio de Columbus (en inglés: Columbus Township) es un municipio ubicado en el condado de Adams en el estado estadounidense de Illinois. En el año 2010 tenía una población de 551 habitantes y una densidad poblacional de 5,69 personas por km².

## Geografía
El municipio de Columbus se encuentra ubicado en las coordenadas 39°58′58″N 91°5′53″O / 39.98278, -91.09806. Según la Oficina del Censo de los Estados Unidos, el municipio tiene una superficie total de 96.76 km², de la cual 96,55 km² corresponden a tierra firme y (0,22 %) 0,21 km² es agua.

## Demografía
Según el censo de 2010, había 551 personas residiendo en el municipio de Columbus. La densidad de población era de 5,69 hab./km². De los 551 habitantes, el municipio de Columbus estaba compuesto por el 99,09 % blancos, el 0,18 % eran afroamericanos, el 0,18 % eran amerindios, el 0,18 % eran asiáticos, el 0,18 % eran de otras razas y el 0,18 % eran de una mezcla de razas. Del total de la población el 0,18 % eran hispanos o latinos de cualquier raza.